# 建州左衛
建州左衛（けんしゆうさえい）は、明朝が設置した衛の一つ。建州衛から分離され、当初は会寧(朝鮮民主主義人民共和国咸鏡北道会寧市)に創設された。
後に左衛から右衛が分離し(建州三衛と総称)、さらに隣接する毛憐衛と併せて建州女直(＝マンジュ)と呼ばれ、海西女直(＝フルン)、野人女直(東海女直)とは区別された。
左衛始祖・モングティムルの弟・凡察の子孫がヌルハチであり、後に建州三衛と毛憐衛を征服してアイシン･グルン (後金) を樹立する。

## 沿革
ムダン･ウラ (牡丹江) がスンガリー･ウラ (松花江) と合流する地点 (現黒龍江省ハルビン市依蘭県)には、元朝の頃に斡朵里･万戸府 (一種の行政区画) が設置され、やがてその一族は元末の混乱を逃れて南下した。トゥメン･ウラ (図們江) 畔に位置するオモホイ (現朝鮮民主主義人民共和国咸鏡北道会寧市) に移住したのが高麗末期頃で、それ以来同地はオドリ (斡朶里) 族の本拠地となっていた。
建州左衛の開祖・モングティムル(猛哥帖木児) はオドリ族の出身で、元はオモホイに暮らしたが、永楽8年 (1410) に起た朝鮮内の混乱の為に移動を余儀なくされる。野人女直の一種であるウディゲ (兀狄哈：ウェジ) の一派が慶源 (朝鮮民主主義人民共和国咸鏡北道慶源郡) を襲撃し、迎撃した指揮官が陣没すると、李朝は吉州 (同吉州郡) の趙涓に反撃を命じたが、しかし趙はウディゲを放置し、同じく野人女直系ワルカ (兀良哈) 一派で構成される毛憐衛を急襲した。毛憐衛は激しく抵抗し、さらにモングティムルらオドリ一族に復讐戦争への参加を求めた。モングティムルは已むを得ず参戦したものの、相当数の死傷者を出して撤収した。その後戦火を逃れるべく一族を率いて一時南西の東良北 (同茂山郡) へ避難したが、毛憐衛が朝鮮軍を攻撃しながらそのまま南下した為、愈々住み慣れた土地を手放すことになった。モングティムル一向が建州衛主・李顕忠 (＝釈家奴) を頼って鳳州 (現吉林省通化市梅河口市山城鎮) に到着したのは永楽9年 (1411) 年旧暦4月頃とされる。
永楽20年 (1422) の大興安嶺東部への蒙古征討には建州衛、左衛からも従軍者がいた。この頃に建州衛と左衛が本拠地とした鳳州は蒙古の軍馬の通り道であり、数年に亘って侵略を受け続けていた。さらに蒙古征討に加わったモングティムルらは、蒙古の標的となっていた。こうした原因から左衛は、翌21年 (1423) に再び移動する。移動先は故地オモホイであった。
宣徳8年 (1433) 旧暦10月、木荅忽らに糾合された野人女直系ウディゲの七つ氏族 (七姓) が、聯合して建州左衛を襲撃し、モングティムルと子のアグ (童権豆) が殺害された。モングティムルの弟・ファンチャ (凡察) は、甥の童倉とともに朝鮮内に隠れて難をやりすごし、その後、明朝の使者を賊の襲撃から救ったことで左衛主に抜擢され、新たに衛印を下賜された。
モングティムルの殺害は一族に恐怖を抱かせ、さらにウディゲの襲撃は激しさを増した為、宣徳10年には一族から李将家が一家を引き連れて建州衛が居住する吾彌府 (建州衛も蒙古や朝鮮からの攻撃を受けて移動している) に移動した。のこったファンチャと童倉はそのまましばらくオモホイに暮らしたが、正統2年に童倉が衛指揮使に昇格すると、モングティムルの遭難の際に紛失していた旧い衛印がみつかったことが判明した。明朝側はそこでファンチャに衛印を返還させようとしたが、ファンチャは応じず、童倉も旧印を手放そうとしないまま二頭政治が続いた。この頃、オドリとウディゲとの間には一応の和解が成立したが、軋轢はのこり、状況の改善もみられないまま正統5年、再び移動の計画を立てた。しかし朝鮮側がこの動きを察知し、さらに左衛が建州衛と合流して朝鮮を侵略しようとしていると疑心暗鬼をおこした。朝鮮側はますますオドリ一族を故地に縛り付けようとし、その一方で北方からのウディゲの攻撃はやむことがない。一族はそのような状況の中、一部は財産も何もかも放棄して逃避行さながら移動を始めた。向かった先は蘇子河河畔であった。
正統7年、ファンチャと童倉との間の衛印問題は決着がつかず、明朝は左衛から右衛を分設することで解決を図った。これ以降、建州衛、左衛、右衛の三衛制となり、さらに同じ頃に朝鮮を引き上げた毛憐衛も加わって、建州女直が形成された。

## 移動歴

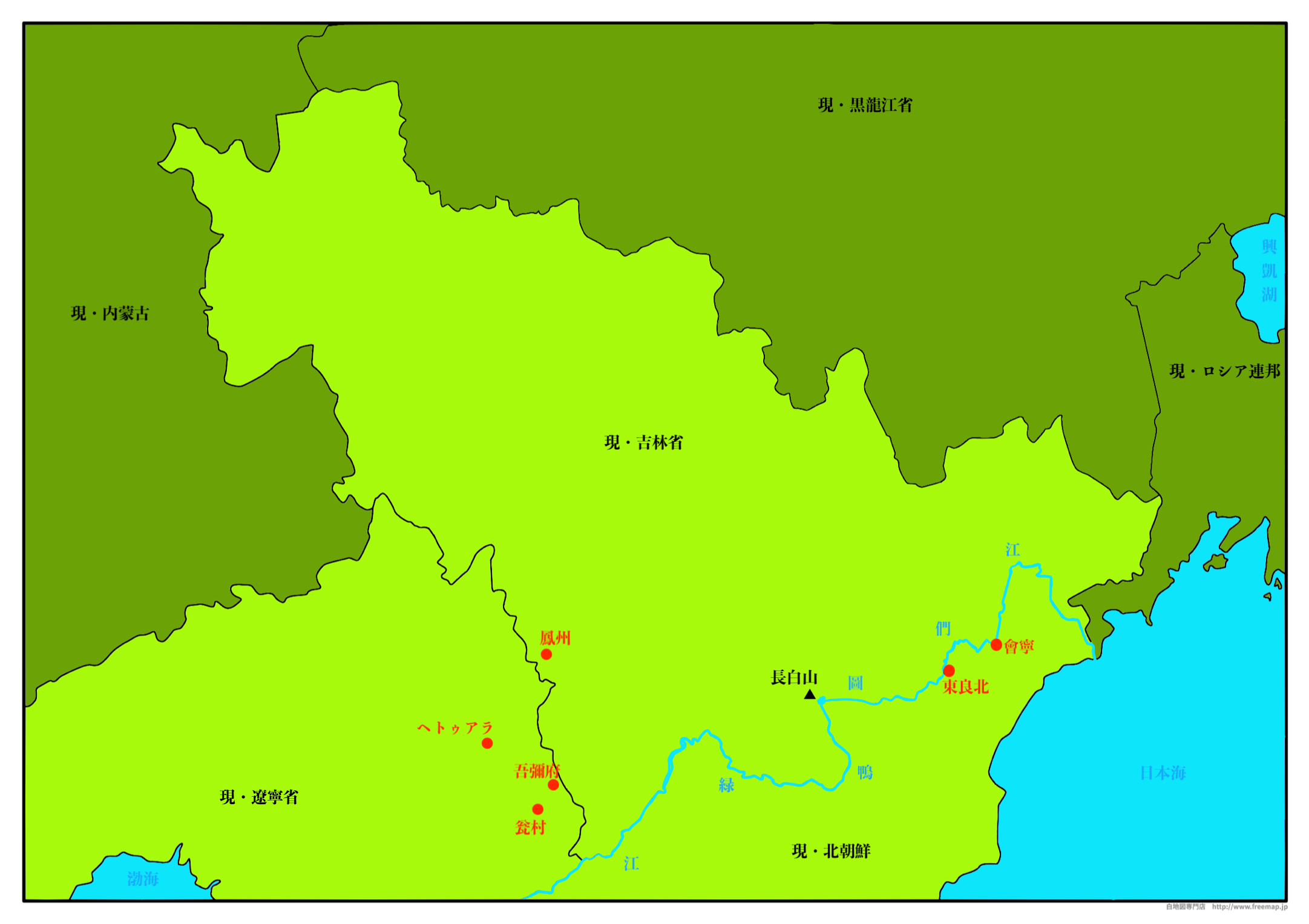
建州衛と建州左衛の移動先と移動元

| 序次   | 年次   | (西暦) | 月次      | 地点              | 備考                         |
| ------ | ------ | ------ | --------- | ----------------- | ---------------------------- |
| 第一次 | 永楽9  | (1402) | 旧暦4月   | 会寧→鳳州         |                              |
| 第二次 | 永楽21 | (1423) | 旧暦3-4月 | 鳳州→会寧         |                              |
| 第三次 | 宣徳10 | (1435) | 旧暦4月   | 会寧→婆諸江吾弥府 | 李張家一家のみが移動。       |
| 第四次 | 正統5  | (1440) | 旧暦3月   | 会寧→東良北       | 凡察一家のみが移動。         |
| 第五次 | 正統5  | (1440) | 旧暦6月   | 東良北→蘇子河     | 凡察の一家が移動。           |
| 第五次 | 正統5  | (1440) | 旧暦6月   | 会寧→蘇子河       | 童倉率いる残余の団体が移動。 |

## 年表
永楽8年 (1410) 頃、明朝は建州衛を分割して建州"左"衛を新たに創設し、モングティムル(猛哥帖木児) に指揮使 (正三品の官職) を授け、弟・凡察とともに統轄させた。
永楽15年 (1417) 年旧暦2月、左衛指揮・モングティムルは、首領・卜顔帖木児速哥らを指揮 (正四・従三品)、千戸 (正・従五品)、百戸 (正六品) などの官職に推挙した。 
宣徳元年 (1426) 旧暦正月、明朝はモングティムルを指揮僉事 (正四品) から都督僉事 (正二品) に昇格させ、冠帯を賜与した。また、木荅哈を指揮僉事 (正四品) から指揮同知 (従三品) に、牢若禿を正千戸 (正五品) から指揮僉事 (正四品) に昇格させた。
宣徳8年 (1433)、七姓の野人が聯合して、都督・モングティムルおよび子・阿古らを殺害し、財産を奪い尽くした。モングティムルの子・は叔父の凡察および百戸 (正六品) の高早花ら500戸余りとともに朝鮮の鏡池に潜み、遼東移住を図ったが、朝鮮に抑留された。
正統2年 (1437) 旧暦11月、童倉の奏請により、皇帝は李朝国王・李祹に対し、童倉らの家族を毛憐衛経由で出境させるよう命じ、童山に左衛指揮使 (正三品) を授けた (つまり、童山が衛主となった)。
正統5年 (1440)、童倉が叔父・凡察に随って建州に逃亡したことを承け、李朝側は、建州衛の都指揮僉事 (正三品)・李満住と朝鮮襲撃を企てているのではないかと危惧した。奏請を承けた皇帝は同年旧暦9月、童倉に勅諭を出した。続いて童倉らは、開原女直の馬哈剌らが朝鮮から帰還したものの、その内170余りの家が依然として朝鮮に、また百戸 (正六品) の高早花ら41戸が毛憐衛に抑留されていると上奏し、皇帝に勅諭を要請した。
正統6年 (1441) 旧暦正月、童倉を指揮使 (正三品)から都督僉事 (正二品) に昇格させた。同年旧暦6月、この頃、童倉が凡察と反目しあっていたため、明朝は遼東総兵官・曹義らを派遣して偵察させたところ、童倉は福餘衛の蒙古と結託して辺境を侵犯した。
景泰年間、巡撫・王翔は指揮・王武らを派遣して童倉らを鎮撫した。童倉は登朝し、宴賞が少ないことを恨んで朝鮮と内通し、叛乱を起こしたことを詫びた。朝鮮は童倉を正憲大夫中樞密使に任命していた。
成化2年 (1466)、童倉が毛憐、海西を糾合して明朝辺境を侵犯した。明朝は都督・武忠を派遣して鎮撫させた。童倉は横柄な態度を咎められて広寧に羈縻され、後に釋還された。
成化3年 (1467)、総兵・趙輔充 (武靖伯爵) らが官軍50,000を率いて出征し、降伏した童倉を京師に押送した。後に広寧に帰還させ、そこで誅殺した。
成化6年 (1470)、童倉の子・脫羅に指揮使 (正三品)を授けた。

## 脚註
1. 1 2 3 4  『清朝全史』は「モングチムル」とルビを振っている。「チ」は現代日本語で「ティ」と表記されるため、本記事では「モングティムル」とした。『滿洲實錄』巻1中の「孟特穆mentemu」に比定され、Wikipediaでは「モンティムール」としているが、典拠不詳のため、ここでは採用しない (文献中、「孟帖木児」ではなくわざわざ「哥」を挟んでいる以上は、仮名表記でも「ゲ」なり「グ」なりを挟むはず)。
2. ↑  “衛所 えいしょ”. ブリタニカ国際大百科事典 小項目事典. ブリタニカ・ジャパン. "中国、明代の兵制。明では兵士となる者は、軍戸として兵部の戸籍に編入され、世襲的に軍戸から補充して衛所に配属された。衛所は内外の各府州県の要害の地に分布し、1衛の兵士は原則として 5600人で、その長官の指揮使のもとに5の千戸所、その長の千戸のもとに10の百戸所、さらに百戸(112人の長)の下は2人の総旗(50人の長)、10人の小旗(10人の長)に編制されていた。これらの衛所は各省の都指揮使司(都司)に統合され，各都司はまた中央の五軍都督府に統轄された。その全兵力は明初に180万人にも達し、これに必要な軍餉は衛所内の兵士の分守分屯による軍屯で、自給自足の体制がとられた。しかし明の後半期には兵士の逃亡や軍屯の崩壊で有名無実の状態となった。"
3. ↑  “建州衛 けんしゅうえい”. 日本大百科全書(ニッポニカ). 小学館
4. ↑  “建州衛 けんしゅうえい”. 日本大百科全書(ニッポニカ). 小学館
5. ↑  「依蘭」は満洲語で「三つの姓」を表す「ilan hala」の縮約「ilan (三)」の音訳。清代には「三姓」とも呼ばれた。
6. ↑  吾音會、阿木河、斡木河、
7. ↑  河内良弘 1960, p. 216, (1) 斡架里族の鳳州移動.
8. ↑  “建州女眞の本地”. 清朝全史. 上. 早稲田大学出版部. pp. 31-33
9. ↑  河内良弘1960年に発表した論文(河内良弘 1960)で「もと開原の千戸であった楊木答兀という者の糾合した嫌眞兀狄哈・南突兀狄哈等の所謂七姓野人の襲撃を受け、童猛哥帖木兒・權豆父子を始めとし、多數の斡朶里族が殺され或は捕えられる事件が發生した。」と述べている。『明實錄』の、宣徳8年の「猛哥帖木兒」殺害事件について触れている記事 (『明太宗實錄』卷40, 永樂三年三月4日) では「木荅忽」と表記され、別の記事に「兀者左衛頭目木荅忽」として現れるが、「兀者左衛」の人物と同一かどうかは不明。「楊木答兀」は主に「李朝實錄」にあらわれる。
10. ↑   柳邊紀略. 2. 不詳. "……宣德八年阿速江等衞頭目弗荅哈等殺建州左衞都督猛哥帖木兒所謂七姓野人者是也九年十月因凡察奏敕弗荅哈等還其所掠人馬財物……"
11. ↑  “阿哈出”. 清史稿. 222. 清史館. "八年……，七姓野人木答忽等糾阿速江等衞頭人弗答哈等掠建州衛，殺左衞都督猛哥帖木兒及其子阿古，……"
12. ↑  “女直通考”. 東夷考略. 不詳. "……顯忠死子滿住襲求駐牧蘇子河而開原降虜楊木荅戶率數百騎奔建州寖爲遼患……正統初建州左衞都督猛哥帖木兒爲七姓野人所殺弟凡察子童倉走朝鮮亡其印詔更給以童倉弟董山襲建州衞指揮亡何凡察歸得故印詔上更給者匿不出乃更分置右衞剖二印令董山領左凡察領右……"
13. 1 2  “童山 どうざん”. ブリタニカ国際大百科事典 小項目事典. ブリタニカ・ジャパン. "[生]永楽17 (1419) [没]成化3 (1467) 中国、建州女直の酋長モングチムール (猛哥帖木児) のニ男。童倉、董 (とう) 山とも書く。正統2 (1437) 年建州左衛の長となった。のち朝鮮と通じ辺境を侵し、明の将軍趙輔に討たれた。"
14. ↑  「卜顔帖木児速哥」で一人か、或いは複数名が含まれるのか、不明。「帖木児」は蒙古語「temUr」(鉄の意) の音写のようで、或いは一種の尊号かと思われる。
15. ↑  “宣德元年正月23日段13607”. 明宣宗實錄. 13. 不詳
16. ↑  増井寛也 2008, p. 19「松花江からフルハ河に沿って南下した諸姓兀狄哈の一種、尼麻車兀狄哈 (嫌進(ヒョムジン)兀狄哈ともいうが、氏族名か否か不明) は具州 (現牡丹江流域の東京城付近) に盤踞し、住地にちなんで朝鮮からは具州尼麻車兀狄哈と称された。……尼麻車兀狄哈は朝鮮王朝と和戦両様の交渉を持つ一方、明に入朝して阿速江衛と命名されるものの、明との交渉は長続きしないまま早期に断絶する。」.
17. ↑  『柳邊紀略』では「都指揮」としている。
18. ↑  『柳邊紀略』では単に「指揮」としている。

## 参照

### 史籍
- 楊賓『柳邊紀略』巻2, 1707 (漢文) ＊叢書集成版

### 研究書
- 稻葉岩吉『清朝全史』早稲田大学出版部, 1914
- 趙爾巽, 他100余名『清史稿』清史館, 1928 (漢文) ＊中華書局版

### 論文
- 河内良弘「建州女直の移動問題」『東洋史研究』第19巻第2号、東洋史研究会、1960年10月、212-281頁、CRID 1390009224833843200、doi:10.14989/148180、hdl:2433/148180、ISSN 0386-9059。
- 増井寛也「ニマチャNimaca雑考」（PDF）『立命館文學』第609号、立命館大学人文学会、2008年12月、580-566頁、CRID 1520572356997337344、ISSN 02877015。
- 増井寛也「ギョロ=ハラGioro hala再考 －特に外婚規制をてがかりに－」（PDF）『立命館文學』第619号、立命館大学人文学会、2010年12月、681-662頁、ISSN 02877015。

### 工具書
- 安双成『满汉大辞典』遼寧民族出版社, 1993 (中国語)
- 胡增益 (主編)『新满汉大词典』新疆人民出版社, 1994 (中国語)
- 『日本大百科全書 (ニッポニカ)』小学館

### Webサイト
- 栗林均「モンゴル諸語と満洲文語の資料検索システム」東北大学
- 「明實錄、朝鮮王朝実録、清實錄資料庫」中央研究院歴史語言研究所 (台湾)
- 「走进依兰-历史沿革」

## 関聯
- 明朝の官職